# Chiesa di San Michele Arcangelo (Santa Cesarea Terme)
La chiesa madre di San Michele Arcangelo è una costruzione barocca edificata nella prima metà del Settecento, molto probabilmente in sostituzione di una cappella dedicata a Sant'Anna.
Secondo lo studioso Michele Paone il progetto della chiesa è attribuibile all'architetto leccese Mauro Manieri.

## Esterno
Presenta una facciata lineare a due ordini divisi da una cornice aggettante. L'ordine inferiore, spartito da lesene doriche, accoglie il portale d'ingresso sul quale è posto un gruppo scultoreo, in pietra leccese, con l'Arcangelo San Michele affiancato da due angeli. Alla base della statua è incisa la data 1725 che indicherebbe la fine dei lavori del prospetto. L'ordine superiore, raccordato da due volute e terminante con un timpano spezzato, presenta una semplice finestra centrale.

## Interno
L'interno, a navata unica con copertura a volta, è ritmato da sei arcate (tre per lato) nelle quali sono posizionati cinque altari laterali. Datato al 1893 è il pavimento musivo.
Gli altari laterali sono dedicati alla Madonna del Rosario, a Sant'Anna (1737), a Sant'Antonio da Padova, alla Madonna del Carmine e alla Madonna Assunta.
Sulla parete del presbiterio è addossata la tela raffigurante l'Ultima Cena, realizzata nella metà del XIX secolo dal pittore Giuseppe Antonio Maria Bottazzi di Diso.